# Municipis especials de la república de la Xina

Els municipis especials es troben en color rosa

Un municipi especial (直轄市, zhíxiáshì) és una divisió administrativa de la república de la Xina. Sota l'esquema administratiu de la república, aquesta és la categoria més alta, equiparable amb una província en poders i competències. Des de la reforma de 1998 i la supressió de les províncies el 2019, els municipis especials, juntament amb les comarques i les ciutats provincials, són els únics ens controlats directament pel govern central tot i que autogovernades amb els poders equivalents a una comarca, esdevenint així els de major rang dins de la república. Actualment hi han sis municipis especials a Taiwan: Kaohsiung, Nova Taipei, Taitxung, Tainan, Taipei i Taoyuan.

## Llista de municipis especials
|   | Municipi    | Any de creació | Població (hab) [2020] | Superfície (km²) | Densitat (hab/km²) |
| - | ----------- | -------------- | --------------------- | ---------------- | ------------------ |
| 1 | Kaohsiung   | 1979           | 2.773.127             | 2.951,85         | ND                 |
| 2 | Nova Taipei | 2010           | 4.014.560             | 2.052,57         | ND                 |
| 3 | Taitxung    | 2010           | 2.816.667             | 2.214,90         | ND                 |
| 4 | Tainan      | 2010           | 1.881.204             | 2.191,65         | ND                 |
| 5 | Taipei      | 1967           | 2.646.204             | 271,80           | ND                 |
| 6 | Taoyuan     | 2014           | 2.245.059             | 1.220,95         | ND                 |